# Mallory Comerford
Mallory Comerford (* 6. September 1997 in Kalamazoo, Michigan) ist eine Schwimmerin aus den Vereinigten Staaten. Bei Weltmeisterschaften auf der 50-Meter-Bahn erhielt sie sieben Gold- und zwei Silbermedaillen sowie eine Bronzemedaille, auf der 25-Meter-Bahn waren es achtmal Gold, dreimal Silber und einmal Bronze.

## Sportliche Karriere
Comerford besuchte die Plainwell High School in Michigan und studierte danach an der University of Louisville in Kentucky.
Bei den Kurzbahnweltmeisterschaften 2016 in Windsor wurde sie Fünfte über 200 Meter Freistil. Sie gewann Gold mit der 4-mal-100-Meter-Freistilstaffel in der Besetzung Amanda Weir, Kelsi Worrell, Madison Kennedy und Mallory Comerford. Die 4-mal-200-Meter-Freistilstaffel mit Leah Smith, Mallory Comerford, Sarah Gibson und Madisyn Cox wurde Zweite hinter den Kanadierinnen. Zum Abschluss der Wettbewerbe gewann Comerford noch eine Goldmedaille in der 4-mal-100-Meter-Lagenstaffel mit Alexandra De Loof, Lilly King, Kelsi Worrell und Mallory Comerford. Eine weitere Goldmedaille erhielt Comerford für ihren Einsatz im Vorlauf der 4-mal-50-Meter-Mixed-Lagenstaffel.
2017 bei den Weltmeisterschaften in Budapest wurde Comerford über 100 Meter Freistil Vierte in 52,77 Sekunden und lag damit 0,08 Sekunden hinter der Gewinnerin der Bronzemedaille, Pernille Blume aus Dänemark. In den Staffeln gewann Comerford hingegen fünf Goldmedaillen. Zunächst siegte die 4-mal-100-Meter-Freistilstaffel mit Mallory Comerford, Kelsi Worrell, Katie Ledecky und Simone Manuel. Die 4-mal-200-Meter-Freistilstaffel gewann in der Besetzung Leah Smith, Mallory Comerford, Melanie Margalis und Katie Ledecky. In der 4-mal-100-Meter-Lagenstaffel wurde Comerford nur im Vorlauf eingesetzt, im Finale schwamm Simone Manuel die Freistillage. Ebenfalls nur im Vorlauf schwamm Comerford in der 4-mal-100-Meter-Mixed-Lagenstaffel. In der 4-mal-100-Meter-Mixed-Freistilstaffel schwammen im Endlauf Caeleb Dressel, Nathan Adrian, Mallory Comerford und Simone Manuel und verbesserten dabei auch den Weltrekord auf 3:19,60 Minuten.
Bei den Pan Pacific Swimming Championships 2018 wurde Comerford Vierte über 100 Meter Freistil und Fünfte über 100 Meter Schmetterling. Die 4-mal-100-Meter Freistilstaffel in der Besetzung Mallory Comerford, Margo Geer, Kelsi Dahlia(-Worrell) und Simone Manuel wurde Zweite hinter den Australierinnen. Ende 2018 bei den Kurzbahnweltmeisterschaften in Hangzhou wurde Comerford Dritte über 100 Meter Freistil und hinter der Australierin Ariarne Titmus Zweite über 200 Meter Freistil. Hinzu kamen Goldmedaillen mit der 4-mal-100-Meter-Freistilstaffel, der 4-mal-50-Meter-Lagenstaffel, der 4-mal-50-Meter-Freistilstaffel und der 4-mal-100-Meter-Lagenstaffel. Die 4-mal-200-Meter-Freistilstaffel erkämpfte Silber hinter den Chinesinnen. Comerford siegte auch mit der 4-50-Meter-Mixed-Freistilstaffel.
2019 bei den Weltmeisterschaften in Gwangju erreichten Mallory Comerford, Abbey Weitzeil, Kelsi Dahlia und Simone Manuel das Ziel der 4-mal-100-Meter-Freistilstaffeln als Zweite hinter den Australierinnen. Über 100 Meter Freistil wurde Comerford Siebte. Mit der 4-mal-100-Meter-Lagenstaffel erhielt Comerford die Goldmedaille, war aber nur im Vorlauf dabei. Hinzu kam eine Silbermedaille für den Vorlaufeinsatz in der 4-mal-100-Meter-Mixed-Lagenstaffel. Die 4-mal-100-Meter-Mixed-Freistilstaffel siegte mit Caeleb Dressel, Zach Apple, Mallory Comerford und Simone Manuel, wobei das Quartett den Weltrekord auf 3:19,40 Minuten verbesserte.
2022 konnte sich Mallory Comerford noch einmal für die Weltmeisterschaften in Budapest qualifizieren. Sie war im Vorlauf der 4-mal-100-Meter-Freistilstaffel dabei, die Im Finale Bronze gewann.